# Trithemis werneri
Trithemis werneri е вид водно конче от семейство Libellulidae. Видът не е застрашен от изчезване.

## Разпространение
Разпространен е в Ангола, Демократична република Конго, Замбия, Зимбабве, Кения, Малави, Мозамбик, Намибия, Танзания, Уганда, Южен Судан и Южна Африка.